# Johnstonella diplotricha
Johnstonella diplotricha är en strävbladig växtart som först beskrevs av Rodolfo Amando Philippi, och fick sitt nu gällande namn av Hasenstab och M.G.Simpson. Johnstonella diplotricha ingår i släktet Johnstonella och familjen strävbladiga växter. Inga underarter finns listade i Catalogue of Life.